# Polybios
Polybios, řecky Πολυβιος, (asi 203 př. n. l. – asi 120 př. n. l.) byl starověký řecký politik a nejvýznamnější historik období helénismu.

## Život
Polybios se narodil v Megalopoli v Arkádii, ale rok jeho narození není přesně znám (nejčastěji se uvádí 203 př. n. l. nebo 198 př. n. l.). Jako syn stratéga Achajského spolku Lykorta pocházel z bohaté rodiny a získal pečlivé vzdělání, které mu přineslo hluboký pohled na politické a vojenské záležitosti. Během třetí makedonské války podporoval neutralitu Achájů, čímž si vysloužil podezření z obou stran. Po vítězství Římanů v bitvě u Pydny roku 168 př. n. l. byl proto Polybius Římany jako jeden z tisíce rukojmích převezen roku 166 př. n. l. do Říma, kde byl nucen strávit dalších sedmnáct let.
V Římě byl na základě svého vysokého vzdělání přijímán nejvýznačnějšími patricijskými rodinami, mezi nimiž byl i vítěz od Pydny Lucius Aemilius Paullus, který Polybiovi svěřil výchovu svých dvou synů, Fabia a Scipiona, známého jako Scipio Africanus mladší. Se Scipionem pak spojilo Polybia hluboké přátelství, které vydrželo až do Scipionovy smrti. Když roku 150 př. n. l. získal Polybius osobní svobodu, odjel za svým přítelem do Afriky, kde se zcela oddal historickým studiím, navštívil západní Afriku a Španělsko a byl také osobně přítomen zničení Kartága během třetí punské války roku 146 př. n. l..
V tom samém roce, co bylo poraženo Kartágo, byl jako výsledek čtvrté makedonské války srovnán se zemí Korint a Makedonie se stala definitivně římskou provincií. Polybius, který na základě svého výzkumu římské společnosti dospěl k názoru, že být poddán Římu je pro podmaněné národy z právních, ekonomických i vojenských hledisek velice výhodné, byl poslán do Řecka, aby zde pomohl konzulovi Luciovi Mummiovi organizovat novou formu vlády, za což získal veliké uznání.
Po dokončení své práce v Řecku navštívil Polybios východní města Římské říše a pak se vrátil do Říma, kde se věnoval dokončení svých Dějin. Pro objasnění detailů popisovaných událostí jednak studoval archivní údaje, jednak vyhledával válečné veterány a čerpal z jejich vyprávění. Roku 134 př. n. l. odjel se Scipionem do Španělska a zúčastnil se dobytí Numancie. Po Scipionově smrti roku 129 př. n. l. se vrátil do Řecka a zde roku 120 př. n. l. (nebo 116 př. n. l.) zemřel.

## Dílo
Polybios je kromě několika dalších ztracených prací autorem rozsáhlého díla Historiai (Dějiny), z jehož čtyřiceti knih se nám dochovala zhruba třetina. Tento spis, napsaný s cílem ukázat proměnu Římské říše ve světovou velmoc, navazuje na práci jiného řeckého historika Timaia a zachycuje roky 264–144 př. n. l., pro které je klíčovým pramenem.
Svou práci dle jeho vlastního vyjádření vytvořenou pro poučení vojáků a politiků napsal Polybios na základě tří principů, které si sám stanovil: studium a kritika pramenů, osobní znalost míst a politická zkušenost (ta byla podle něho tím nejdůležitějším). Jako jeden z prvních se snažil vykládat historii jako sled příčin a následků a vždy se snažil objasnit podstatu dějinných událostí. Příčinu úspěchů Říma viděl v kombinaci královských (konzulové), aristokratických (senát) a demokratických (plebejský sněm volící tribuny lidu) ústavních prvků.
Polybios byl jedním z největších historiků starověku. Z jeho díla čerpali Livius, Diodóros a další a jeho teorie o státu zapůsobily v nové době zejména na Niccola Machiavelliho, Ch. L. Montesquieua a na tvůrce Ústavy Spojených států amerických.

## Polybiův čtverec
|   | 1 | 2 | 3 | 4 | 5 |
| - | - | - | - | - | - |
| 1 | A | B | C | D | E |
| 2 | F | G | H | I | J |
| 3 | K | L | M | N | O |
| 4 | P | Q | R | S | T |
| 5 | V | W | X | Y | Z |

Ve svých Dějinách Polybius rovněž popsal jednoduchý a v tehdejší době poměrně účinný způsob šifrování zpráv známý jako tzv. Polybiův čtverec. Tento šifrovací systém obsahuje dvacet pět základních písmen abecedy (příklad výše pro latinku uvádí pouze písmeno "V", které se dá chápat i jako "U") uspořádáno do čtverce 5×5 a ve zprávě je každé písmeno reprezentováno dvěma číselnými souřadnicemi, kde první číslo označuje řádek a druhé sloupec. Slovo Polybios by pak bylo ve zprávě napsáno jako 41 35 32 54 12 24 35 44.

## Teorie střídání ústav
Podle Polybia funguje společnost a vývoj dějin v cyklickém modelu. Prvotním uspořádáním je přírodní stav – chaos. V tomto stavu je vše nejisté, proto se lidé rozhodli zvolit si jednoho zástupce a tomu předat veškeré pravomoce (monarchie). Onen (či jeho potomci) však začnou těchto práv zneužívat a zavládne tyranie. Ta bude svržena vládou nejlepších – aristokracie. Aristokracie postupně zdegeneruje do formy oligarchie, která bude svržena a nahrazena demokracií. Postupem času budou chtít všichni lidé v demokracii vládnout a nastane chaos. Tím je cyklus uzavřen.

## Česká vydání
- Dějiny I., společně vydala nakladatelství Arista, Baset, a Maitrea v Praze roku 2008, přeložil Pavel Oliva,
- Dějiny II., společně vydala nakladatelství Arista, Maitrea a TeMi CZ v Praze roku 2008, přeložil Pavel Oliva,
- Dějiny III., společně vydala nakladatelství Arista a Baset v Praze roku 2011, přeložil Pavel Oliva.
- Dějiny IV., společně vydala nakladatelství Arista a Baset v Praze roku 2012, přeložil Pavel Oliva.

V češtině vyšly výňatky z Polybiova díla v následujících knihách:
- Cvičebná kniha ku překládání z češtiny na jazyk řecký pro vyšší gymnasijní třídy, překlad Josef Kořínek, vydal I. L. Kober, Praha 1869, druhé vydání 1875.
- Dějin Polybiových kniha I., překlad František Dula, vydalo Vyšší státní gymnasium Přerov 1904–1905.
- Antika v dokumentech II., překlad Julie Nováková, vydalo SNPL, Praha 1961.